# Edward Klima
Edward S. Klima (* 21. Juni 1931 in Cleveland; † 25. September 2008 in La Jolla) war ein amerikanischer Linguist, der sich auf die Erforschung von Gebärdensprachen spezialisiert hatte. Seine Arbeit wurde von der damals revolutionären Theorie Noam Chomskys zu den biologischen Grundlagen der Linguistik beeinflusst.

## Ausbildung
1949 erwarb Edward Klima einen Abschluss an der James Ford Rhodes High School in Cleveland. Danach studierte er Linguistik am Dartmouth College und schloss dies 1953 mit einem Bachelor ab. Zwei Jahre später erlangte er von der Harvard University einen Master dazu.

## Karriere
Ab 1957 arbeitete Klima als Dozent am Massachusetts Institute of Technology unter Noam Chomsky. Nachdem er 1965 in Linguistik an der Harvard University promoviert hatte (Ph.D), wechselte er an die Linguistikabteilung der University of California, San Diego. 
Später wurde er auch außerordentlicher Professor am Salk Institute for Biological Studies und Direktor des Laboratory for Cognitive Neuroscience.

## Bedeutung für die Gebärdensprache
Klima, welcher einen Großteil seiner Arbeit in Zusammenarbeit mit seiner Frau Ursula Bellugi und Howard Poizner machte, war einer der Ersten, der bewies, das Gebärdensprachen vollständige natürliche Sprachen sind und eine genauso komplexe Grammatik wie Lautsprachen haben.
Die Anerkennung dieser Tatsachen war der Beginn eines kulturellen Wandels gegenüber der Gehörlosengemeinschaft und zugunsten der Verwendung von Gebärdensprachen. Ein neuer wichtiger Impuls für die moderne Gebärdensprachforschung war dies auch.

## Auszeichnungen
1992 bekam er den APA DISTINGUISHED SCIENTIFIC CONTRIBUTION AWARD für seine herausragenden wissenschaftlichen Beiträge.